# Золль

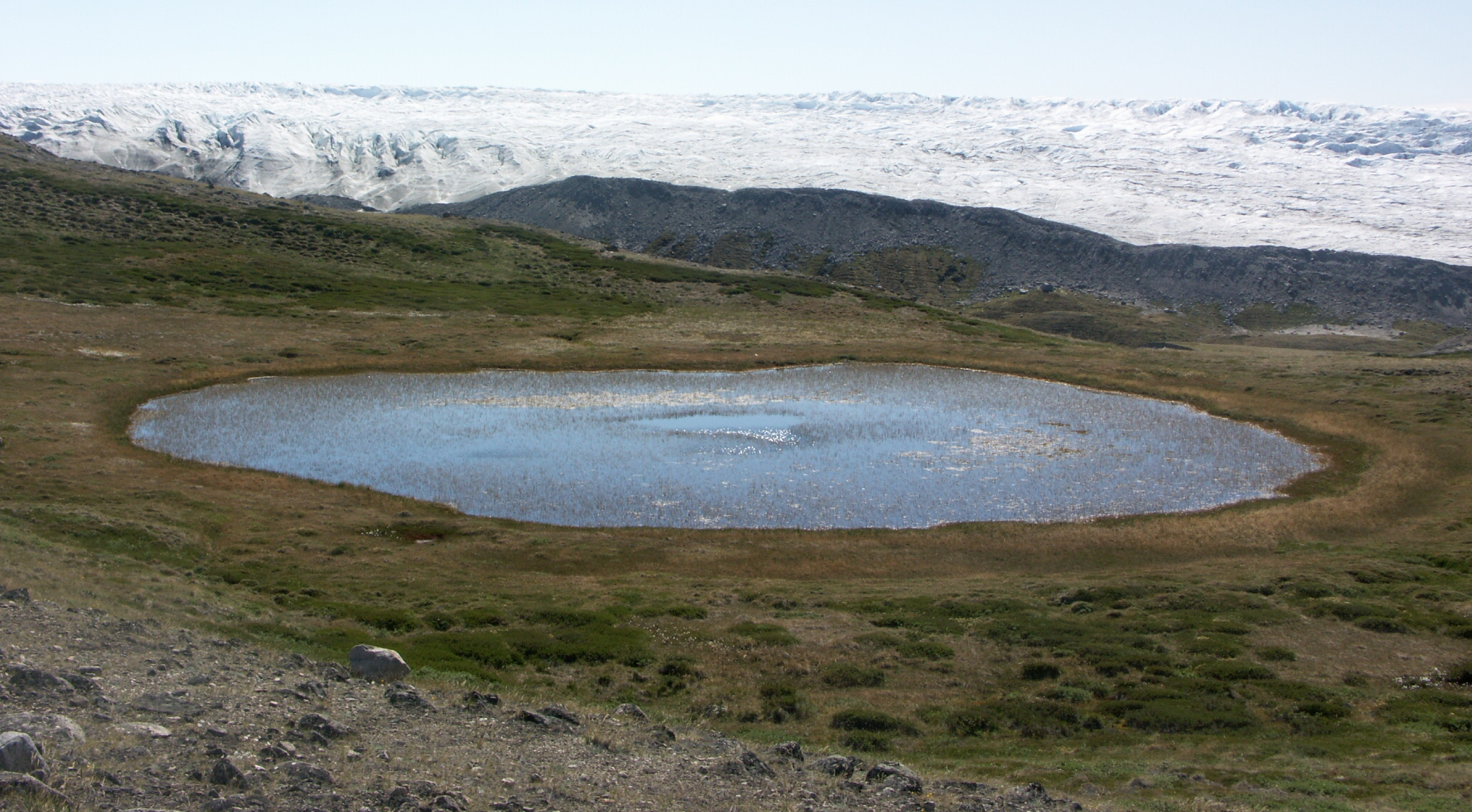
Золль. Isunngua. Гренландія.

Золль (від нім. Soll) — невеликі ночвоподібні западини глибиною в декілька метрів і діаметром в декілька десятків метрів. Зустрічаються у покривних шарах плейстоценового заледеніння Європи. Походження пов'язане з термокарстом.